# Бержерак
Бержерак (фр. Bergerac, окс. Brageirac [brazɛj'ra]) — коммуна во Франции в департаменте Дордонь административного региона Аквитания. По численности населения город занимает второе место в департаменте, слегка отставая от его административного центра Перигё.
Бержерак является центром одноимённого округа и двух кантонов. Помимо этого Бержерак является одной из трёх супрефектур департамента.
Местность вокруг Бержерака известна своими превосходными винами, а сам Бержерак никак не связан с героем пьесы Эдмона Ростана «Сирано де Бержерак».

## География

### Местоположение
Бержерак расположен в южной части департамента Дордонь региона Аквитания. Город находится на территории исторического края Пурпурный Перигор, на правом берегу реки Дордонь.
Бержерак находится в 48 км от Перигё, в 90 км от Ажена, в 93 км от Бордо и в 110 км от Каора.

### Климат
| Показатель                    | Янв. | Фев. | Март | Апр. | Май  | Июнь | Июль | Авг. | Сен. | Окт. | Нояб. | Дек. | Год   |
| ----------------------------- | ---- | ---- | ---- | ---- | ---- | ---- | ---- | ---- | ---- | ---- | ----- | ---- | ----- |
| Средний суточный максимум, °C | 9,5  | 11,5 | 15,0 | 17,5 | 21,5 | 25,1 | 27,5 | 27,6 | 24,2 | 19,5 | 13,3  | 9,9  | 18,5  |
| Средняя температура, °C       | 5,4  | 6,6  | 9,6  | 10,9 | 16,1 | 18,0 | 20,7 | 20,8 | 16,6 | 13,4 | 8,2   | 5,9  | 12,7  |
| Средний суточный минимум, °C  | 1,5  | 1,4  | 3,4  | 5,7  | 9,6  | 12,7 | 14,4 | 14,0 | 10,9 | 8,6  | 4,4   | 2,1  | 7,4   |
| Норма осадков, мм             | 58,1 | 47,8 | 41,9 | 69,6 | 67,6 | 67,6 | 52,8 | 51,0 | 58,7 | 59,9 | 66,8  | 67,0 | 708,8 |
| Источник: Météo-France        |      |      |      |      |      |      |      |      |      |      |       |      |       |

## История
В ходе археологических раскопок, проведённых в квартале Воре Бержерака, были обнаружены следы поселения периода неолита датированные (3500—3000 годами до н. э.). Учёные исследовали более 20 жилищ, имевших прямоугольную форму, длиной от 15 до 25 метров и шириной 4 — 5 метров, установленных на деревянной основе. Их двускатные кровли были выполнены, вероятно, из растительных материалов.

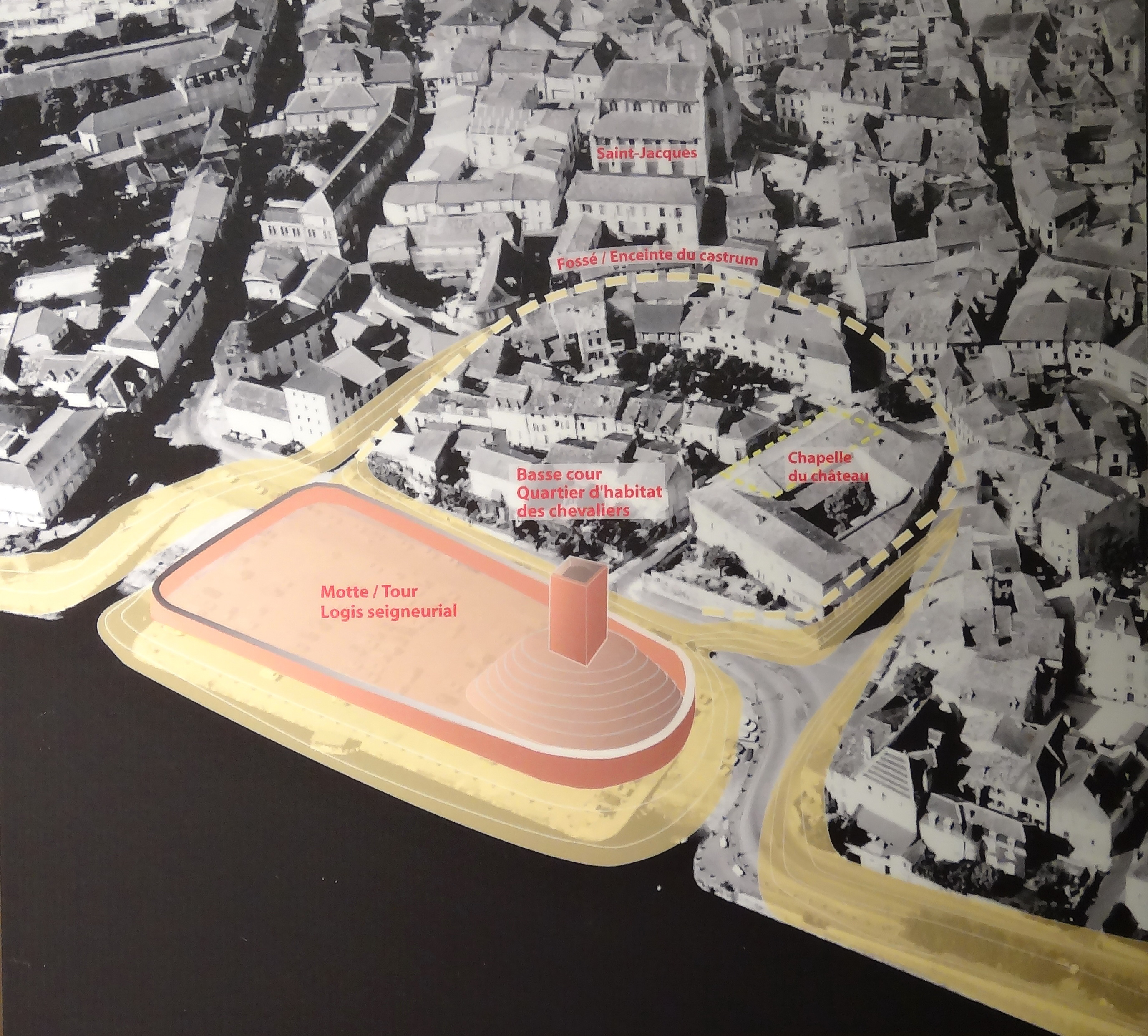
Реконструкция шато де Бержерак на месте современной набережной quai Salvette (экспозиция музея вина и речного транспорта в Бержераке)

В 2012 году при строительстве западной объездной дороги в Бержераке обнаружили некрополь Меровингов, датированный V—VI веком.
В самом начале Столетней войны, 24 августа 1345 года, город приступом взяли английские войска под командованием Генри Гросмонта, графа Дерби.
В мае 1472 года по случаю смерти герцога Гиеньского король Франции Людовик XI своей грамотой подтвердил привилегии города, жалованные Бержераку его предшественниками. А в 1565 году король Карл IX в сопровождении королевского двора посетил Бержерак в ходе своей Великой поездки по Франции (фр.) в 1564—1566 годах.
В эпоху французских религиозных войн в Бержераке 17 сентября 1577 года было заключено перемирие, названное «Бержеракским миром». 16 июля 1621 года король Людовик XIII вошёл в Бержерак и распорядился уничтожить возведённые гугенотами городские укрепления.

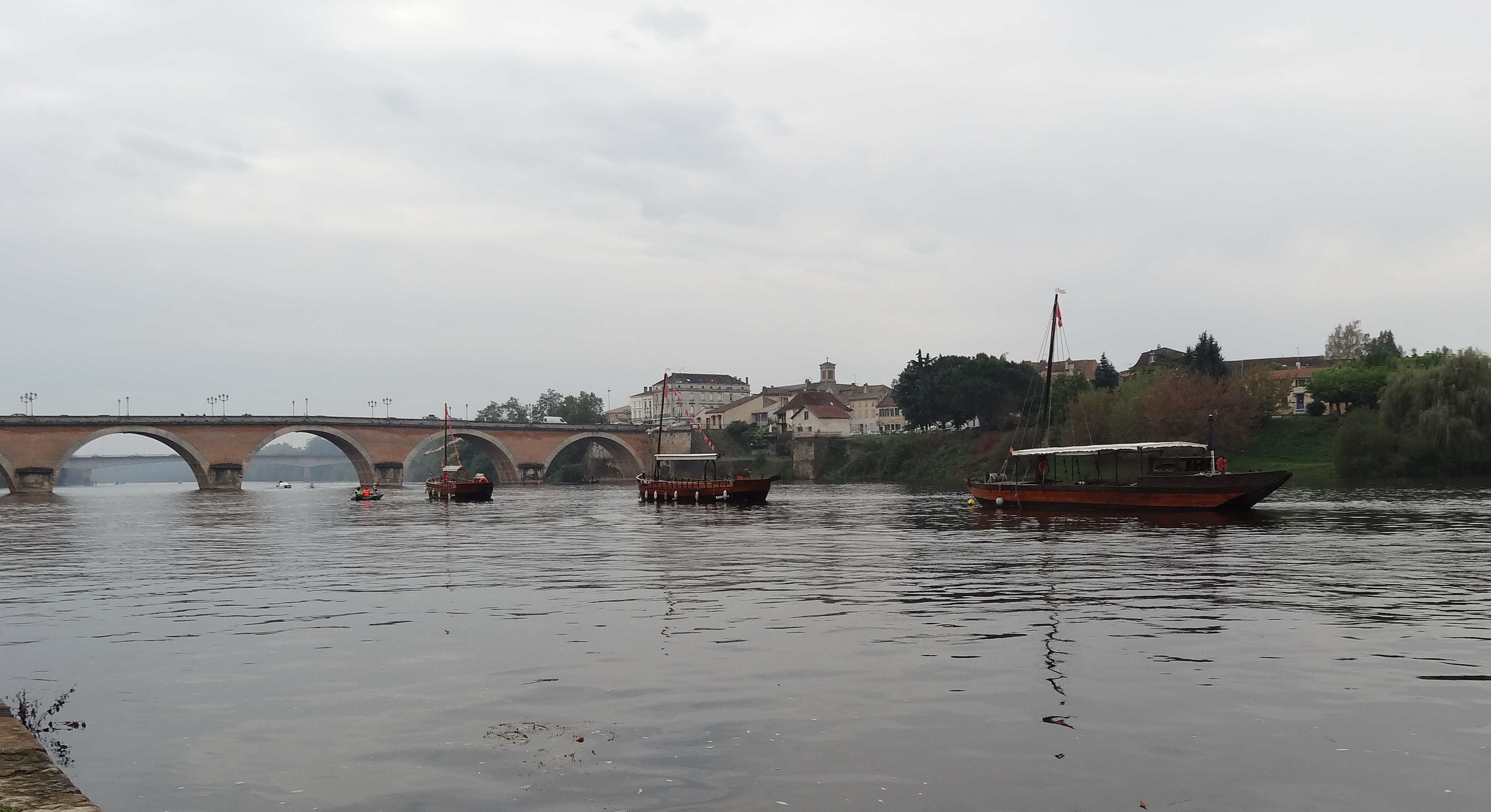
Река Дордонь в Бержераке с плашкоутами, перевозившими вино

В эпоху Людовика XIV по западу Франции прокатилось антифискальное восстание, названное Восстанием гербовой бумаги. Начавшись в 1675 году в Бордо, оно распространилось и на Бержерак, где мятеж продолжался два дня, 3 и 4 мая. Порядок в городе восстановила кавалерия, которая находилась в Бержераке до середины мая.
11 августа 1685 года в Бержерак прибыли первые подразделения драгун, чтобы способствовать переходу гугенотов в католичество.
В октябре 1793 года в Бержерак прибыл член Национального Конвента Жозеф Лаканаль, перед которым стояла задача сбора средств для обороны революционной нации. За короткий срок он сумел реорганизовать систему городского управления и школьного образования. По его распоряжению в Бержераке открыли публичную библиотеку и оружейную фабрику, а в округе разрушали усадьбы дореволюционной аристократии. Примечательно, что здания мастерских этой оружейной фабрики строили из материалов, полученных при разрушении имения герцогов Ла Форс (в руинах и поныне), располагавшегося в 10 километрах от Бержерака.
В 1794 году в состав коммуны Бержерака включили 4 соседние коммуны.

## Экономика

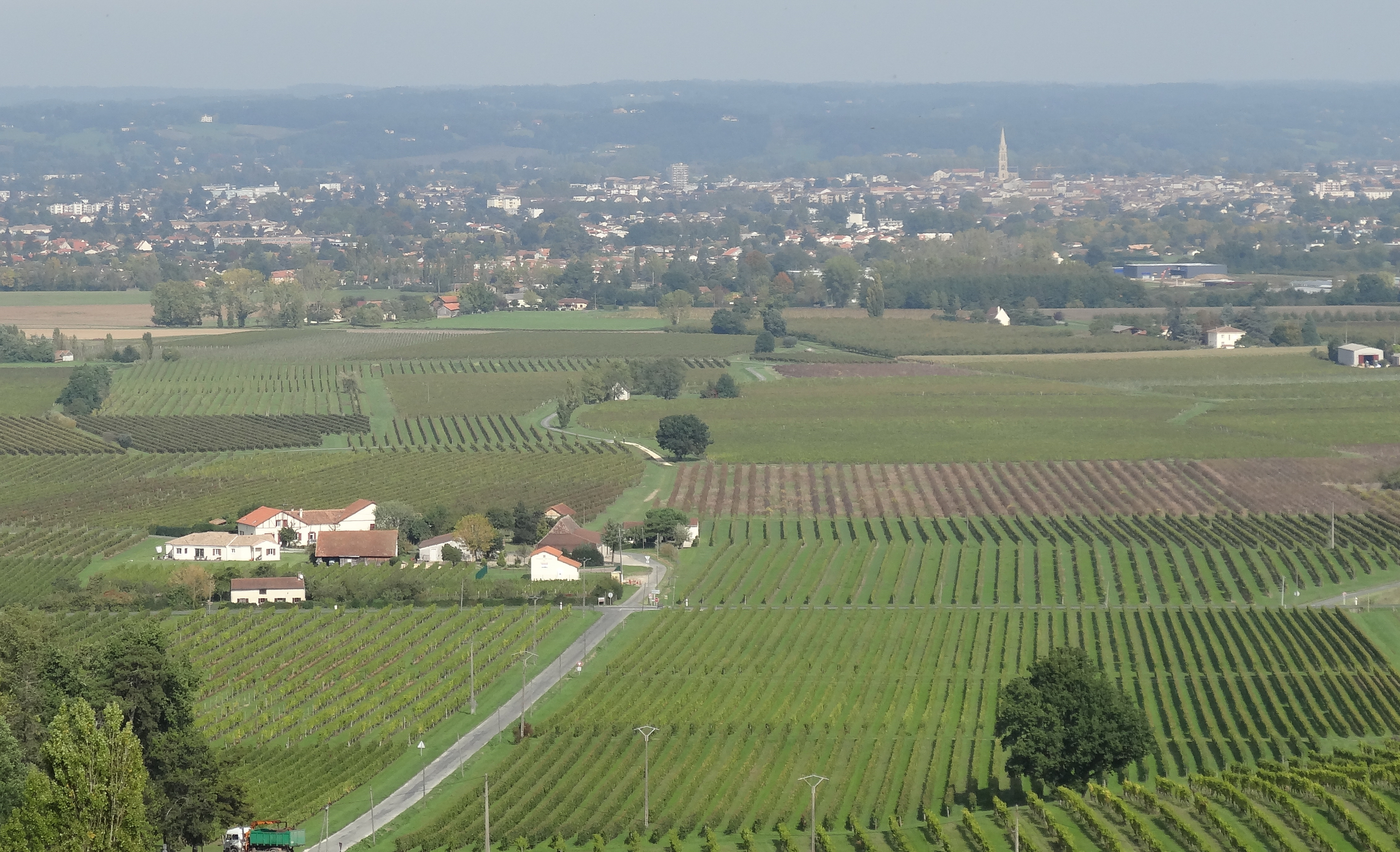
Виноградники Бержерака

В Бержераке имеется филиал Торгово-промышленной палаты Дордони.
Вот уже более 10 лет Бержерак активно развивает туристический сектор экономики. Поскольку Бержерак является центром самого крупного в регионе Юго-Запад винодельческого района, главный акцент сделан на развитие винодельческого туризма, в частности высокую репутацию имеет Monbazillac. Разнообразные туристические предложения дополняются богатым историческим наследием, живописной долиной Дордони и занятиями на свежем воздухе.
Значительна доля иностранных туристов, большинство из которых представляют англичан, голландцев и бельгийцев, главным образом благодаря развитию аэропорта в Бержераке, где выполняются ежедневные рейсы в эти страны.

### Виноделие
На территории Бержерака находится 12 600 га виноградников, распределённых по 12 аппеласьонам. Каждый сезон местные хозяйства производят 560 000 гектолитров вина. 12 марок местного вина имеют сертификаты AOC.

## Транспорт

### Железнодорожное сообщение
Железнодорожный вокзал Бержерака обслуживается региональной сетью пригородных поездов TER Aquitaine.

### Воздушное сообщение
Благодаря регулярным рейсам бюджетных авиакомпаний из аэропорта Бержерак—Перигор—Дордонь город связан с несколькими городами Великобритании, Парижем, Роттердамом и Брюсселем.

## Достопримечательности
- Музей антропологии табака
- Музей вина и речного судоходства

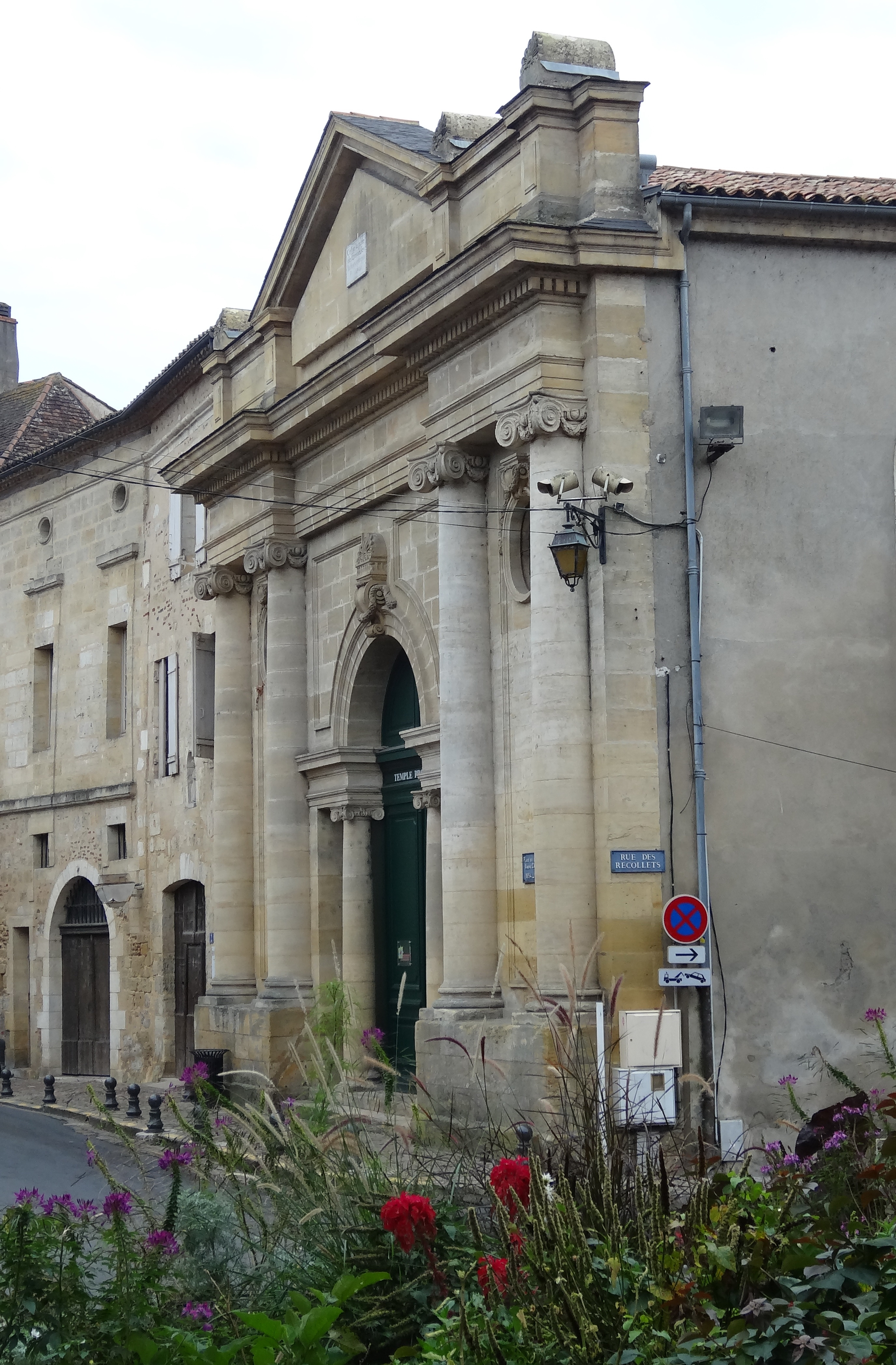
Протестантский храм

- Шато Леспинасса (фр.), XVII—XIX век
- Шато Моне-Сюлли (фр. Château de Mounet-Sully), XIX век
- Музей Costi (скульптора Костиса Папахристопулоса)
- Протестантский храм, расположенный в самом центре старого города на площади place du Docteur-Cayla. Здесь регулярно устраиваются концерты.
- В галерее церкви Le Cloître des Récollets находится Дом бержеракских вин
- Церковь Нотр-Дам-де-Бержерак была построена в стиле неоготики французским архитектором Полем Абади в период между 1852 и 1868 годами. Это здание в 2002 году включено в список национальных исторических памятников.

## Бержерак и Сирано
Сирано де Бержерак (1619—1655), автор дилогии «Иной свет» (фр. L’Autre monde), повествующей о путешествии на Луну и на Солнце, с исторической точки зрения никак не связан с городом Бержерак. Он стал прообразом главного персонажа известной пьесы Эдмона Ростана, названной «Сирано де Бержерак». К своему реальному имени, Эркюль-Савиньен Сирано, он добавил родовое имя «де Бержерак» по названию старинного семейного владения, находившегося в окрестностях Парижа. Постоянно использовать составную фамилию он начал с момента участия в компании Гасконских кадетов.
Город гордится этой «родственностью по фамилии» и активно использует имя Сирано в туристических и коммерческих целях. В разных уголках Бержерака установлены статуи Сирано — в гордых позах, с задорно вздёрнутым знаменитым носом.

## Массовые мероприятия
- Двухдневные международные гонки эндуро «Grappe de Cyrano» (начиная с 2010 года также называются «Grappe Dafy Moto»). Эта гонка родилась в Бержераке и, после краткого перерыва, с 1987 года ежегодно устраивается в Бержераке в пасхальные выходные[6].
- «Застолья у Сирано» собирают в июле на открытом воздухе множество любителей региональной кухни и уличной музыки[7].
- Выставка-ярмарка проходит раз в два года (чётные годы) в августе-сентябре[8].
- Соревнование фехтовальщиков «La Botte de Cyrano» устраивается в конце июня в историческом центре города (клуб фехтования «Les Cadets de Bergerac»).

## Образование и здравоохранение
В Бержераке имеется 15 детских садов и начальных школ, 4 колледжа, 2 лицея и 9 учреждений профессиональной подготовки. При этом в Бержераке отсутствуют высшие образовательные учреждения.
Для жителей коммуны открыты два муниципальных медицинских центра «Centre Hospitalier Samuel Pozzi» (222 койки) и «Clinique Pasteur» (96 коек).

## Известные уроженцы и жители
- Жульен Рануи (Pakito) — французский музыкант в стиле электро-поп.

## Города-побратимы
- Репантиньи (Канада, Квебек), 1997[9]
- Фаэнца (Италия), 1998[10]
- Кенитра (Марокко), 2016
- Острув-Велькопольски (Польша), 2017
- Хоэн-Нойендорф (Германия), 2018